# Editorial GG
La hoy denominada Editorial GG es una editorial independiente especializada en cultura visual con sedes en Barcelona y Ciudad de México. Fue fundada como Editorial Gustavo Gili en Barcelona en el año 1902 por Gustavo Gili (1868-1945) y, tras más de cien años de trayectoria, se ha convertido en una editorial de referencia en libros de arte, arquitectura, creatividad, diseño, moda, fotografía y do it yourself. Su catálogo se publica en español y se distribuye desde España y México a todo el mundo. Ha sido la editorial que ha dado a conocer a los lectores en lengua española y portuguesa a autores fundamentales del ámbito de la cultura visual como John Berger, Milton Glaser, Rem Koolhaas, Bruno Munari, Joan Fontcuberta, Ellen Lupton, Austin Kleon, Juhani Pallasmaa o Ernst Neufert.

## Historia de la editorial
La Editorial GG es una editorial fundada en Barcelona como Editorial Gustavo Gili en 1902 por Gustau Gili i Roig, hijo de Joan Gili Montblanch. En sus comienzos y bajo la dirección de su fundador entre 1902 y 1945, la actividad de la editorial se caracterizó por la publicación de libros de temática diversificada, desde temas religiosos como herencia de la editorial de su padre, hasta la especialización en manuales técnicos y libros de divulgación científica. Un ejemplo de ello son el Manual del ingeniero químico (1932), publicado por  la Akademischer Verein Hütte de Berlín y la Enciclopèdia de Química Industrial de Ullmann, con 14 volúmenes publicados en 1928. En 1926 la Editorial Gustavo Gili firmó el contrato con Julio Casares para la publicación del Diccionario ideológico. Fue la primera editorial en publicar las obras completas de Joan Maragall y de Narcís Oller. Asimismo publicó en esta época libros de bibliofilia dentro de la colección  Ediciones La Cometa (1930-1947). Al mismo tiempo en 1931 Gustau Gili i Roig firmó su participación en Éditions de la Pléiade, gracias a la relación profesional y personal con Jacques Schiffrin. En 1932 se firmó el contrato con Ángel Valbuena Prat para la publicación de Historia ilustrada de las literaturas hispánicas e hispanoamericana, que posteriormente se llamaría Historia de la literatura española.
En 1945, tras la muerte de Gustau Gili i Roig, la empresa pasa a ser dirigida por su hijo Gustau Gili i Esteve. A partir de este año, la editorial empieza a alternar las ediciones técnicas con las ediciones de arte y bibliofilia, de la que es un buen ejemplo La Tauromaquia de Pablo Picasso (1959), con quien la familia Gili mantuvo una relación de amistad. Asimismo se potenció la publicación de importantes obras y colecciones de arquitectura, como El arte de proyectar en arquitectura (1942, 16.ª ed. en 2013), de Ernst Neufert. Gustau Gili i Esteve también impulsó la colección Ediciones Armiño (1940-1951). En 1960 se incorpora su hijo Gustau Gili i Torra, quien impulsará más adelante la aparición de las Estampas de la Cometa (1960-1977) y las monografías de pequeño formato Colección Nueva Órbita (1965-1973). A finales de los años 60, la editorial comenzó a especializarse en temas de arquitectura para posteriormente ampliar sus publicaciones con ediciones sobre diseño, fotografía y moda.
Desde 1970, bajo la dirección de Gustau Gili i Torra, la editorial se especializa gradualmente en temas relacionados con la cultura visual y dedica atención tanto a los libros universitarios de carácter teórico como al libro ilustrado. En 1972, la editorial empezó a publicar libros de diseño. Se crearon gran número de colecciones y la empresa se posicionó como una editorial de arquitectura y diseño de referencia en el ámbito de habla hispana y, posteriormente, también portuguesa. Se crearon, entre otras, cuatro colecciones que fueron determinantes para la creación y reflexión de la cultura del diseño: Comunicación Visual (1972-1982), Punto y línea (1976-1985), Tecnología y sociedad (1978-1980) y GG Diseño (desde 1979), en las cuales se aprecia la influencia del director gráfico de la editorial, Yves Zimmermann, quien en 1973 creó el actual logotipo GG. Ejemplos de estas colecciones son algunos de estos libros: Diseño y comunicación visual (1973) de Bruno Munari, Teoría y práctica del diseño industrial (1978), de Gui Bonsiepe, revelando la influencia de la HfG d’Ulm, el ICSID e ICOGRADA en la Barcelona de los años 60-70. También El diseño industrial reconsiderado, de Tomás Maldonado o Los orígenes de la arquitectura moderna y del diseño, de Nikolaus Pevsner, El diseño como experiencia, de Mike Press y Rachel Cooper. 
Las colecciones Punto y línea y Comunicación Visual marcaron el origen de la colección FotoGGrafía (primera etapa: 1980-1986; segunda etapa 2001-1009), con la voluntad de publicaciones especializadas en dicho campo, a partir de un formato de diseño minimalista. Dentro de esta colección se publicaron, por ejemplo, Fotografías. París 1920-1934 (1980), de Man Ray, La cámara lúcida (1982), de Roland Barthes, la serie Herbarium, de Joan Fontcuberta e Historia de la fotografía de Beaumont Newhall. Otras colecciones relevantes que ha publicado la editorial son Arquitectura y crítica (1969-1981), Ciencia urbanística (1970-1980) y Biblioteca de arquitectura (1974-1984), dirigida la primera por Ignasi de Solá-Morales y la segunda por su hermano Manuel de Solá-Morales, que marcaron el perfil de la época en temas de teoría y crítica de la arquitectura. En ellas aparece en 1972 Complejidad y contradicción en arquitectura, de Robert Venturi y fuera de ellas en 1980 El lenguaje de la arquitectura posmoderna, de Charles Jencks. A la colección Biblioteca de arquitectura (1974-1984) pertenece la traducción de autores como Nikolaus Pevsner, el libro de Hans H. Wingler sobre la Bauhaus (1975) y la edición facsímil de la revista AC (1975). La colección Catálogos de Arquitectura Contemporánea (1987-1999), ofrecía libros sobre la obra de algunos arquitectos destacados por sus interesantes proyectos, como la de Eduardo Soto de Moura, Herzog & de Meuron, Espinet i Ubach y Lluís Clotet. El formato de la colección se diseñó con unas características innovadoras. 
En 1997, bajo la dirección de Mònica Gili Galfetti, la editorial lanza la publicación de 2G. Revista Internacional de Arquitectura, una revista monográfica dedicada a los grandes nombres de la arquitectura moderna y contemporánea. La revista, bilingüe en español e inglés, se convirtió en publicación de referencia ineludible en el mundo de la arquitectura. Entre los arquitectos monografiados se encuentran Paulo Mendes da Rocha, Smiljan Radic, Aires Mateus, Lacaton & Vassal o grandes maestros de la arquitectura como Gerrit Th. Rietveld, Mies van der Rohe, Max Bill o José Antonio Coderch. La revista apareció trimestralmente en papel hasta el año 2012, cuando pasa a editarse digitalmente. En 2015 la Editorial Gustavo Gili deja de publicarla y la cabecera pasa a manos de la editorial alemana Walther König. 
Con los inicios del nuevo siglo, Mónica y Gabriel Gili Galfetti, la cuarta generación de la familia Gili, pasaron a responsabilizarse de la dirección de la Editorial Gustavo Gili. En esta etapa se abrieron nuevas líneas temáticas vinculadas a las materias del catálogo tradicional, como el diseño de moda, la teoría de la fotografía, las nuevas tendencias del arte urbano, la creatividad y el do it yourself. En 2013 la editorial publicó el libro conmemorativo Editorial Gustavo Gili, una historia. 1902-2012, que a través de la aportación de diferentes autores, recoge diferentes episodios de la larga trayectoria de la editorial. Actualmente la editorial es propiedad de Joan Manchado y Aina Otero, directivos de la misma desde 2018, y distribuye sus títulos a través de librerías en España, América Latina y Estados Unidos y ofrece venta directa a través de su librería online. Además de su extenso catálogo en papel, cuenta con un fondo de más de 200 títulos en formato digital.

## Expansión internacional
Desde sus inicios, bajo la dirección de Gustau Gili i Roig, la empresa muestra interés por el mercado iberoamericano. En 1921, la exportación suponía ya más del 50 % del negocio de la editorial. En las décadas de 1950 y 60 la editorial contaba con una red de oficinas en Argentina, Colombia, México, Brasil y Chile. En la década de 1970 la situación económica en Iberoamérica empeoró llegando a estallar una crisis económica. De ahí que solo la sede de México, que presentaba mejores resultados que el resto de filiales, fuera la única que sobrevivió. A mediados de la década de 1980 se inaugura un nuevo edificio para la sede de México y se abren nuevos horizontes mediante la publicación en lengua inglesa y la distribución internacional. Coincidiendo con la edición de libros en portugués, se abrió oficina en Lisboa, a la que más tarde le siguió una nueva sede en Sao Paulo; ambas oficinas se encuentran hoy cerradas. Actualmente, el catálogo editorial de GG en castellano se distribuye y comercializa a través de las sedes de Barcelona y Ciudad de México y distribuidores internacionales.

## La sede histórica (1960-2016): edificio Editorial Gustavo Gili

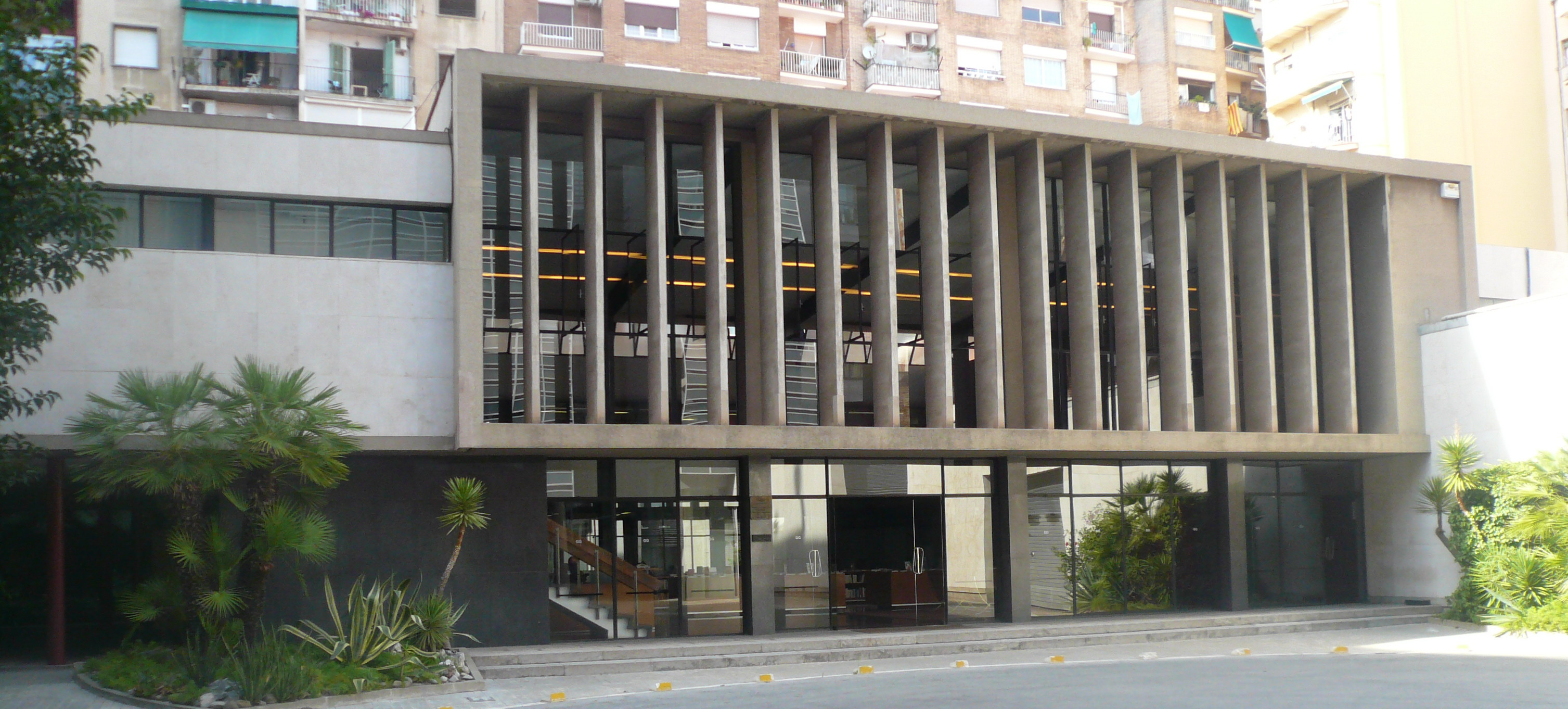
Sede histórica de la editorial (1960-2015)

En la década de 1960 la editorial se traslada a las oficinas proyectadas entre 1954 y 1960 por los arquitectos Joaquim Gili y Francesc Bassó, miembros del Grupo R. Esta sede histórica, situada en la calle Rosselló, 87-89, de Barcelona, es un ejemplo emblemático de la arquitectura moderna de las décadas de 1950-1960 de uso no residencial, y acogió las oficinas de la editorial entre 1960 y 2016. El edificio ganó el premio del Fomento de las Artes y del Diseño (FAD) de 1961. También desde noviembre de 2013 el edificio histórico de la editorial forma parte del inventario de la DOCOMOMO (Documentation and Conservation of buildings, siters and neighbourhoods of the Modern Movement), en reconocimiento a la importancia del edificio de la Editorial dentro del patrimonio arquitectónico del Movimiento Moderno. Gili y Bassó representan una corriente conectada con la tradición racionalista, teniendo en cuenta los años de su formación, la influencia del GATCPAC, la revisión de la obra de Cerdà, así como la influencia de Alberto Sartoris, Bruno Zevi, Nikolaus Pevsner o de Alvar Aalto y Frank Lloyd Wright como arquitectos contemporáneos más analizados. Con el edificio de la Editorial Gustavo Gili, Gili y Bassó buscan compatibilizar la construcción de un edificio de servicios en el interior de una de una manzana con espacios abiertos y jardines para cubrir las actividades de oficina y almacén, descartando la producción. En el año 2016 la editorial traslada sus oficinas a la Vía Layetana, 47, también en Barcelona.
"Gran dinamismo. Creciendo de dentro hacia afuera [...]. Efectivamente el edificio, a pesar de estar en un patio interior, tiene fachadas, es decir, proyecciones al exterior de las distintas funciones interiores: entrada y vestíbulo, como fachada principal, pero también fachada íntima doméstica en el lado de dirección y luminosa y relajante junto al comedor colectivo [...]‘‘La dialéctica entre la concepción moderna del edificio que crece desde un núcleo espacial en todas direcciones tiene aquí que confrontarse con la problemática del interior de la manzana Cerdà..."

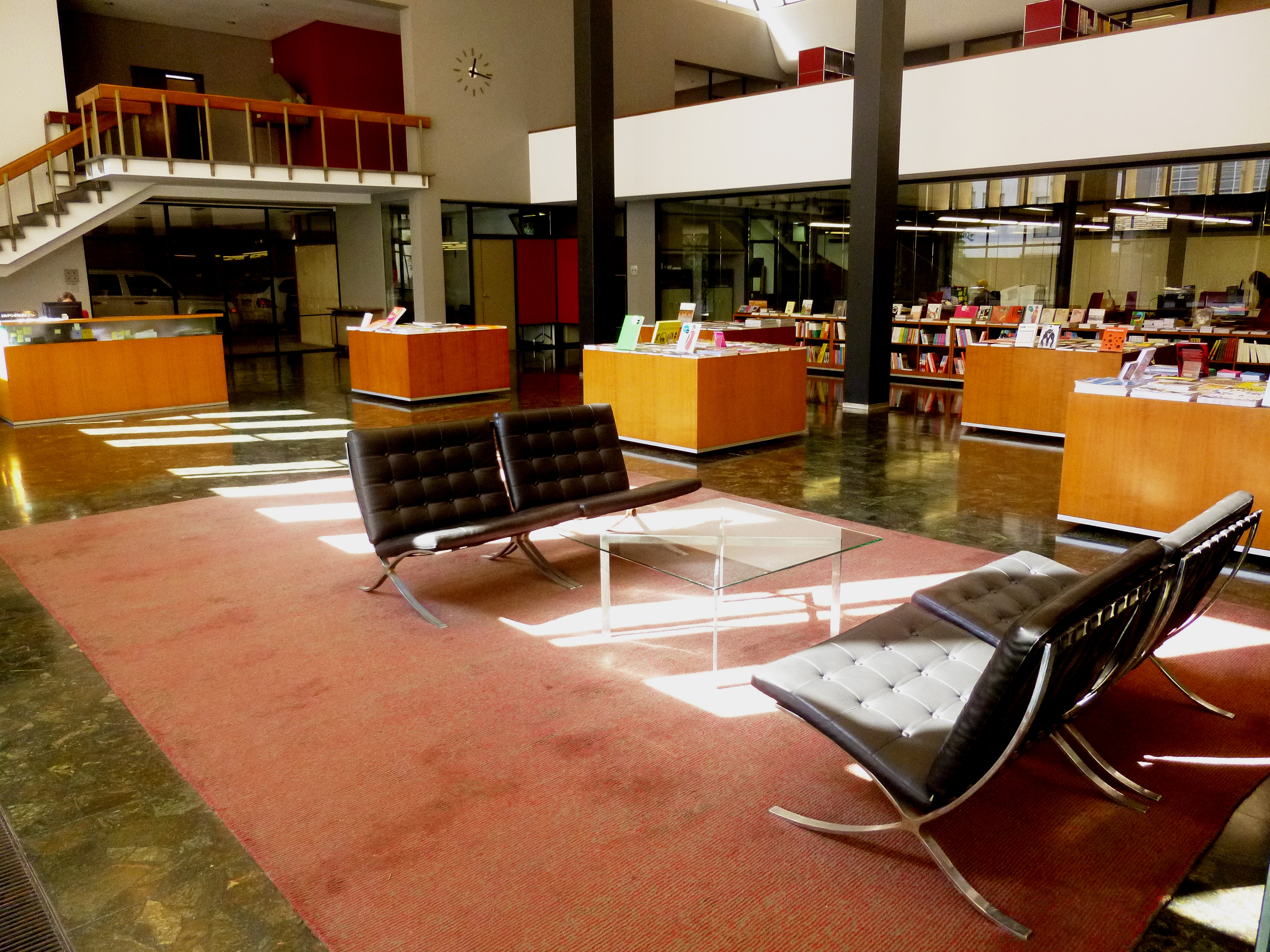
Entrada del edificio

## Fondos
En marzo de 2014 el fondo de la editorial fue depositado en la Biblioteca de Cataluña, fruto de la donación que hizo la familia Gili. Actualmente se encuentra en proceso de ordenación. La documentación evaluada, que abarca desde la fundación de la editorial hasta  1989, se compone de más de 180.000 documentos, mayoritariamente cartas enviadas y copias de cartas tramitadas, pero también contratos, facturas, presupuestos y proyectos editoriales, así como, en algunos casos, liquidaciones de derechos de autor. La documentación permite hacer un seguimiento de toda la historia de la empresa. Los documentos se encuentran agrupados en once series cronológicas, seguidas por algunos bloques temáticos y se conservan en trescientas siete cajas de archivo, que ocupan alrededor de treinta y ocho metros lineales.